# 佐世保女高中生殺人事件
佐世保女高中生殺人事件（日語：佐世保女子高生殺害事件），發生于2014年7月26日，15歲女高中生松尾愛和（以下稱爲受害人）被嫌犯（為同班女同學）在位于長崎縣佐世保市的嫌犯家中殺害並被肢解，警方調查后確認被害人是被金屬工具毆打並被勒斃。

## 詳情

### 事發前
嫌犯（當時為15歲，但不久即滿16歲）的名字被警方以法律為由而保密，據稱在日本知名網絡論壇2channel發文，並告訴警方：「我想殺人，我已經一個人買兇器了。」該名嫌犯在案發前于2014年3月2日用金屬棒球棒毆打其就寢的父親的頭部未遂，警方曾經以殺人未遂為由逮捕嫌犯，這促使父親和繼母（生母在案發前一年去世）同意嫌犯在上高中時移居到她自己的公寓住。據信，她有嘗試第一次「解剖」一只貓並擁有幾本醫學教科書。
2014年7月23日，嫌犯曾與其繼母有作交談，嫌犯在談話中提及自己曾經解剖一只貓及對殺人的欲望
。因此，嫌犯雙親到醫院安排住院，但醫院表示不能安排，並建議問兒童咨詢中心，可惜當天他們致電兒童咨詢中心時，負責人表示只能在日間提供服務，並安排他們于28日見面。
事件發生前，嫌犯父母亦曾經跟作爲同班生的受害人通電話，提醒她嫌犯曾經提到想殺人的念頭以及留意嫌犯的一舉一動（嫌犯證詞中表示）。事發當天黃昏，他們曾一起去購物。

### 事發
嫌犯跟松尾愛和購物后到其居住的公寓裏，于20時-22時不斷用刀子刺受害人的後腦位置，根據嫌犯作證詞中表示，受害人于被刺之前被嫌犯用溜狗繩勒死。受害人調查后的死因被裁定為「因頸部被硬物勒住而窒息死亡」。
警方調查時發現受害人的頭部跟左手被割掉，而身上也被發現有多處割傷。

### 事發后
警方調查時發現受害者及嫌犯的衣服曾經被洗過，相信嫌犯當時想要破壞證據。此外，有目擊者看到嫌犯從5樓扔掉自己的智能手機。
受害人的雙親擔心孩子的下落而報警。27日黎明前，警方破嫌犯單位的門而入，發現地上有受害人被割下頭部及左手的身體、其頭部以及左手。

### 搜查
警方于嫌犯公寓單位裏的床底下以及一側發現切割鋸和硬鐵錘。嫌犯作證時表示：「這些都是我自己買的，我想看看身體内部，因此我想殺人來解決這個問題。」雖然嫌犯已講出殺人的動機，但是尚有如嫌犯跟受害人是否有糾紛等問題依然不明。嫌犯最終也是承認說：「沒錯，由勒死她到肢解她，也是自己一個人搞的。」雖然如此，但也沒看出她有一絲悔意。有報道指長崎縣警方對嫌犯進行精神鑑定，8月8日佐世保簡易裁判所接受精神鑑定並把嫌犯拘留。
長崎縣警方于7月29日上午公佈「嫌犯跟受害人一般被認爲為有糾紛」，但于當日下午即改口稱「兩人並沒有糾紛」。
嫌犯的54歲父親為女兒的心理健康問題在2014年7月向被害人松尾愛和的家屬致歉。2014年10月5日，嫌犯父親的屍體被發現，懷疑是上吊自殺。
2015年，長崎縣兒童中心的心理醫生被指沒有妥善處理嫌犯的心理狀況，被判有罪。
2015年7月13日，長崎家庭裁判所決定把嫌犯送至醫療少教所。

## 事發順序
2014年
- 3月 - 嫌犯用金屬棒球棒打傷父親[27]。
- 6月10日 - 精神科醫生和兒童咨詢服務聯絡。
- 7月7日 - 嫌犯接受精神科診斷[26]。
- 7月16日 - 嫌犯再度接受精神科診斷[27]。
- 7月中旬 - 嫌犯跟受害人約定于7月26日一起逛街[28]。
- 7月23日 - 嫌犯毫不隱瞞的跟繼母說「想殺人」[27][26]。
- 7月25日 - 雙親到醫院安排住院未果，聯絡兒童咨詢中心時負責人安排于28日跟精神科醫生見面[26]。
- 7月26日（事發當日）[41][31]
  - 15時 - 受害人跟父母說「到同學（嫌犯）家裏玩」。
  - 18時40分 - 受害人用手機跟其母親說「會在19點左右回家」。
  - 20時-22時 - 事件發生。
  - 23時 - 受害人父親報警求助。
- 7月27日[41]
  - 3時20分 - 警察在嫌犯單位裏發現受害人的遺體。
  - 6時10分 - 嫌犯以殺人罪被警方逮捕。
- 8月4日 - 律師公佈父親的證詞[27]。
- 10月5日 - 嫌犯的父親自殺。

## 影響
該起事件被揭發后，富士電視台取消原本要在該年7月31日播放的動漫PSYCHO-PASS心靈判官新編輯版的第四集，這集被指有觸及少女謀害女同學的情節。